# Trichogomphus martabani
Trichogomphus martabani är en skalbaggsart som beskrevs av Guérin-Méneville 1834. Trichogomphus martabani ingår i släktet Trichogomphus och familjen Dynastidae. Inga underarter finns listade i Catalogue of Life.